# Walter Schnackenberg
Walter Schnackenberg (* 2. Mai 1880 in Lauterberg; † 10. Januar 1961 in Rosenheim) war ein deutscher Maler und Illustrator.
Früh seine Begabung erkennend, ging er mit 19 Jahren nach München, um dort die Schule von Heinrich Knirr zu besuchen, um danach an der Akademie von Franz von Stuck zu studieren. Dort zeichnete sich seine Begabung für Zeichnungen und Karikaturen ab. In der Folgezeit erschienen seine Entwürfe in den Kunstzeitschrift „Jugend“ und im „Simplicissimus“.
Mehrmals reiste er nach Paris, wo er sich für die Werke von Henri de Toulouse-Lautrec interessierte und sich von ihnen inspirieren ließ. 1908/09 Paris, Montparnasse, Bekanntschaft mit Picasso.
Auf dem Gebiet der Grafik machte er sich mit Plakatentwürfen einen Namen. Ein Werbeplakat entwarf Schnackenberg beispielsweise für die Europäische Güter- und  Reisegepäck-Versicherungs-AG um 1920 und versah es mit seinem Namenszug in klarer Schreibschrift. Als Blickfang zeichnete er eine junge Frau mit rotem Hut, gelblondem Haar und auffällig rot geschminkten Lippen. Sie trug einen gelben Mantel und rote Handschuhe. In ihren Händen hielt sie die Police und studierte diese. Mit ganz in weiß gehaltenen Großbuchstaben auf schwarzem Untergrund wies der Grafiker auf die Versicherung namentlich hin und er ließ im Hintergrund einen Gepäck tragenden, farblich sich abhebenden, Dienstmann seine Arbeit im Umfeld von abgestellten Koffern sowie anderen Gepäckstücken verrichten. Legendär sind seine frivolen Plakate unter anderem für das Deutsche Theater München. Bekannt wurde er aber auch durch Entwürfe von Bühnendekorationen und Kostümen.
Schnackenberg war ein Schwiegersohn von Carl von Thieme, dem Mitbegründer der Münchener Rückversicherungs-Gesellschaft, sowie 1890 auch der Allianz Versicherung. 1907 war Thieme und die MüRück an der Gründung der Europäischen Güter- und Reisegepäck-Versicherungs-AG in Budapest beteiligt. Seine letzten Lebensjahre verbrachte Walter Schnackenberg in Degerndorf im Landkreis Rosenheim, Haus Vorderleiten, er verstarb 1961 in Rosenheim.